# Thomas Wentworth, conde de Strafford
Thomas Wentworth, I conde de Strafford (13 de abril de 1593-12 de mayo de 1641) fue un estadista inglés y una destacada figura de la época previa a la guerra civil inglesa. Formó parte del Parlamento y apoyó al rey Carlos I de Inglaterra. Entre 1632 y 1639 ocupó el cargo de Lord Diputado de Irlanda, cargo que desempeñó con dureza. Llamado nuevamente a Inglaterra, se convirtió en el principal consejero del rey, tratando de fortalecer la posición real frente al parlamento. Cuando fue condenado a muerte, Carlos firmó la sentencia. 

## Primeros años
Thomas Wentworth había nacido en Londres, hijo de William Wentworth, de Wentworth Woodhouse, cerca de Rotherham, miembro de una antigua familia de Yorkshire, y de Ally, hija de Sir Robert Atkins de Stowell, Gloucestershire. Asistió al St John's College (Cambridge), y estudió leyes en Inner Temple en 1607, siendo nombrado caballero en 1611, el mismo año de su boda con Margaret, hija de Francis Clifford, conde de Cumberland.

## Inicios de su carrera parlamentaria
Wentworth fue elegido miembro del Parlamento inglés en 1614, como respresentante de Yorkshire. Opuesto a la política de Jacobo I, se enfrentó con el favorito del rey, y su principal consejero, George Villiers, I duque de Buckingham; pero no sería hasta el parlamento de 1621, al que acudió nuevamente por Yorkshire, que tomaría parte en los debates. Su posición era ambivalente. No era partidario de iniciar una guerra con España, pero la negación por parte del rey de los derechos y privilegios del Parlamento, le llevaron a unirse a las reivindicaciones de la Cámara de los Comunes, apoyando las protestas que llevaron a la disolución del tercer parlamento de Jacobo.
En 1622 falleció la esposa de Wentworth, y en febrero de 1625 se casó nuevamente con Arabella Holles, hija de John Holles, conde de Clare. Representó a Pontefract en el parlamento de 1624, pero no parece haber tomado parte activa en el mismo. Expresó el deseo de evitar complicaciones con el exterior y "atender primero los negocios de la comunidad."  
En el primer parlamento de Carlos I, junio de 1625, Wentworth representó nuevamente a Yorkshire y mostró su hostilidad a la guerra con España y se opuso a la demanda de subsidios de guerra presentada por Buckingham, que había sido nombrado primer ministro de Carlos tras la muerte de Jacobo I.
En enero de 1626 Wentworth solicitó la presidencia del Consejo del Norte, siendo favorablemente recibido por Buckingham. Pero tras la disolución del parlamento, fue cesado de sus cargos de juez de paz y custos rotulorum de Yorkshire, probablemento porque no apoyaría la decisión de forzar al condado para que contribuyera sin imposición parlamentaria. En 1627, se negó a contribuir al préstamo forzoso, siendo encarcelado por ello.

## La Petición de Derecho y sus consecuencias
En 1628, Wentworth fue uno de los más ruidosos defensores de la Petition of Right, que pretendía limitar el poder real. Una vez la petición fue firmada (a regañadientes) por Carlos I, Wentworth decidió apoyar a la corona, diciendo "La autoridad de un rey es la clave que cierra el arco del orden y el gobierno". Esto le trajo de nuevo el poder real y en julio de 1628 fue creado Barón Wentworth.
En el Parlamento de 1628, Wentworth se unió a los líderes populares en su resistencia contra la imposición y el encarcelamiento arbitrarios, pero trató de lograr sus objetivos sin ofender a la Corona. Encabezó el movimiento para aprobar una propuesta de garantizar las libertades del individuo del mismo modo que la Petition of Right, pero lesionando menos la dignidad real. La propuesta fracasó debido tanto a la falta de compromiso del Partido Parlamentario como a la negativa de Carlos a hacer concesiones; el liderazgo pasó de las manos de Wentworth a las de John Eliot y Edward Coke. Posteriormente, se enfrentaría con Eliot, que quería llegar a un compromiso con los Lores para dejar actuar al rey sin control parlamentario en situaciones de emergencia.
En esta época, Wentworth aún no estaba implicado en tareas de gobierno. Pero tras el asesinato de Buckingham en diciembre de 1628 fue nombrado Vizconde Wentworth y presidente del Consejo del Norte. En el discurso de toma de posesión, pronunciado en York, anunció su intención, casi con palabras de Francis Bacon, de hacer lo imposible para ligar la prerrogativa de la corona y las libertades de los súbditos en una unión indistinguible. Sus tácticas serían las mismas que pondría en práctica en Irlanda, lo que provocó que muchos le acusaran de planear la centralización de todo el poder en el ejecutivo a coste de los individuos desafiando las libertades constitucionales.
El parlamento de 1629 concluyó con un enfrentamiento entre el rey y el parlamento sin posibilidad de mediación. Wentworth tuvo que elegir entre apoyar al rey contra los Comunes o a los Comunes contra el Rey. Optó por la primera postura, iniciando una dura represión y afirmando que estaba manteniendo la antigua constitución mientras sus oponentes querían alterarla. A partir de este momento, Wentworth se convirtió, junto a William Laud, en uno de los principales consejeros del rey durante los siguientes once años de total gobierno real sin parlamento, época conocida como Reinado Personal o Tiranía de los once años.

## Lord Diputado de Irlanda

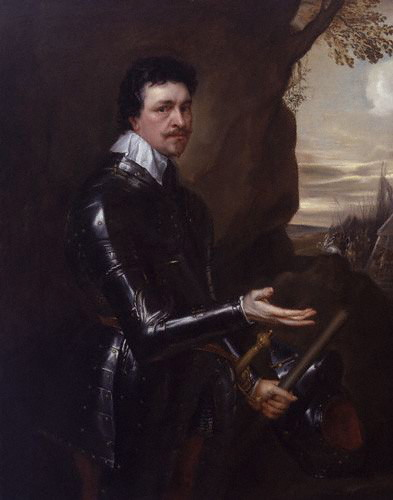
Thomas Wentworth, I conde de Strafford con Armadura, 1639, retrato de Sir Anthony van Dyck.

En noviembre de 1629, Wenworth fue nombrado consejero privado y en enero de 1632 Lord Diputado de Irlanda, gracias en parte a su reputación de hombre despiadado. Puso en práctica la política de "Thorough" (gobierno dirigido y centralizado por él y William Laud) con cierta brutalidad, prolongando la tradición inglesa de usar Irlanda para realizar experimentos sociales y militares. Se ha considerado generalmente que empleó métodos autocráticos y extremos. El conde (y luego duque) de Ormond se convirtió en el principal apoyo de Wentworth en Irlanda. Wentworth planeaba confiscar grandes extensiones de tierra a los católicos para, de una parte, sanear las arcas de la Corona y, de otra, debilitar el poder católico en el país, una política que Ormonde secundaba. No obstante, estas medidas enfurecieron a varios parientes de Ormonde, que se opusieron a Wentworth y finalmente llegaron a rebelarse por las armas. En 1640, mientras Wentworth estaba en Inglaterra con motivo de la Guerra de los Obispos, Ormonde fue nombrado comandante en jefe de las fuerzas en Irlanda.
Sin embargo, la mano dura de Wentworth logró algunas mejoras y contribuyó a fortalecer la administración irlandesa. Su negativa a conceder Las Gracias, un conjunto de reformas que pretendían garantizar los derechos de los católicos en el Parlamento Irlandés estuvo basada en principios fiscales, no religiosos.
Se vio obligado a gobernar un pueblo que aún no había alcanzado cohesión como nación, y entre el que se habían introducido colonos ingleses y escocés (ver Colonizaciones de Irlanda), algunos de los cuales, como los ingleses viejos, descendientes de los primeros normandos, continuaban siendo católicos, mientras que otros se habían convertido al protestantismo. "El Lord Diputado de Irlanda", escribía Sir Thomas Roe a Isabel Estuardo, "hace grandes maravillas y gobierna como un rey, y ha enseñado ese reino para mostrarnos un ejemplo de envidia, teniendo parlamentos y sabiendo usarlos sabiamente". Wenworth reformó la administración, deshaciéndose de los ineficientes funcionarios ingleses. Manipuló los parlamentos para conseguir los apoyos necesarios y se aseguró su apoyo en la votación de varias leyes. Abrió el comercio de alimentos con España, promovió la manufactura de lino y animó el desarrollo económico del país en varias direcciones.
Los impuestos sobre el consumo pasaron de 25.000 libras en 1633-1634 a 37.000 en 1637-1638. Wentworth reclutó un ejército, acabó con la piratería, rescató las propiedades de la iglesia y animó la vida religiosa, y su contundente administración redujo la tiranía de los ricos sobre los pobres. No obstante, todas estas medidas fueron aplicadas de modo arbitrario, lo que las convirtió en impopulares. El objetivo de las mismas no era la prosperidad de los irlandeses, sin el beneficio del Exchequer, y Wentworth suprimió el comercio textil "al perjudicar la materia prima de Inglaterra". Entre las víctimas de sus arbitrariedades se cuentan el Lord Canciller Loftus y, sobre todo, Francis Annesley, Vizconde Valentia, al que Wentworth sentenció a muerte en orden a obtener la renuncia de su cargo, para luego perdonarlo.

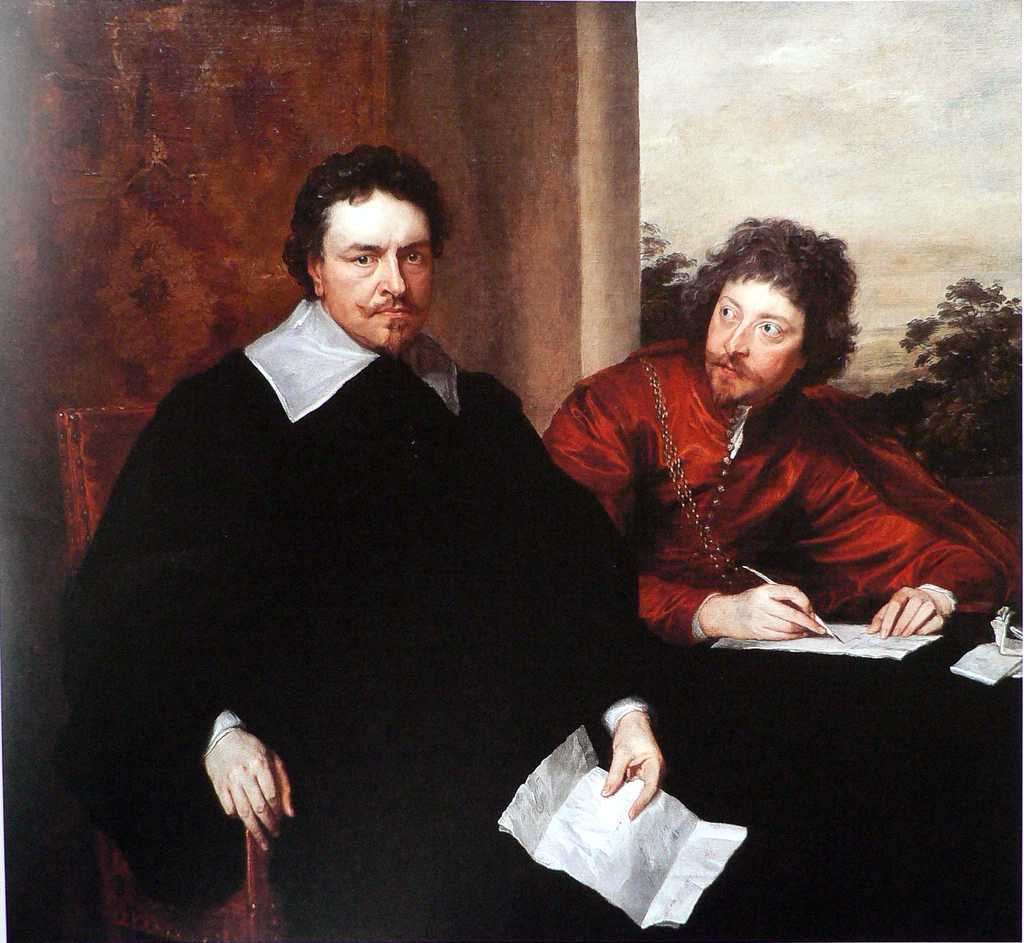
El conde de Strafford con su secretario, Sir Philip Mainwaring.

Wentworth hizo caso a la promesa de Carlos de que los no colonos serían empujados a Connaught y en 1635 apeló a un título obsoleto -la concesión de Connacht en el siglo XIV a Leonel de Amberes, del que Carlos era heredero- e insistió en que los jurados encontraran sentencias apoyando al rey. Solamente el condado de Galway se resistió, y la confiscación fue efectuada por el Tribunal del Excheques, mientras que Wentworth multó al sheriff con 1000 libras por convocar un jurado y cito a los jueces a la cámara del castillo para responder por sus acciones. En el Úlster, la confiscación arbitraria de las propiedades de las empresas de la ciudad provocó una reacción mayoritaria en contra del gobierno.
A Wentworth no le gustaban los irlandeses como raza y su única idea era convertirlos en ingleses lo antes posible, en sus costumbres, en sus leyes y en su religión. "Veo claramente", escribió una vez, "que, mientras este reino continúe siendo papista, no son un pueblo en el que la Corona de Inglaterra pueda confiar".
Hasta entonces, Wentworth nunca había sido consultado acerca de asuntos ingleses, y no sería hasta febrero de 1637 en que Carlos le pidió su parecer acerca de una intervención en el continente. Wentworth respondió que le parecería poco inteligente llevar a cabo operaciones navales sin haber asegurado su poder absoluto en su reino, deseando que John Hampden y sus seguidores "fueran bien azotados hasta que recuperaran el sentido". La opinión de los jueces había dado el rey el derecho a recaudar un impuesto sobre los barcos, pero Wenworth no tuvo esto en cuenta. Cuando los escoceses puritanos se rebelaron, abogó decididamente por adoptar medidas represivas, enviando 2.000 libras del rey como aportación para la guerra, pero oponiéndose al mismo tiempo a una invasión de Escocia sin que el ejército estuviera preparado y recomendando ciertas concesiones en el terreno religiosa.

## Regreso a Inglaterra e impugnación
Wentworth fue convocado a Inglaterra en septiembre de 1639 para tratar de ayudar a resolver los problemas internos del país; concretamente, bancarrota y la guerra con los convenanters escoceses, convirtiéndose en el principal consejero del rey. Desconocedor de la fuerza de la oposición en Inglaterra, recomendó convocar un parlamento que apoyara la continuación de la guerra, esperando que la concesión de un préstamo por parte de los Consejeros pudiera evitar que Carlos tuviera que someter al nuevo parlamento en caso de que este se rebelara. En junio de 1640, el rey creó a Wentworth Conde de Strafford (la residencia de la familia Wenworth se situaba en el Hundred de Strafford al oeste de Yorkshire) y en marzo regresó a Irlanda para celebrar un parlamento donde el voto católico aseguró la concesión de subsidios para financiar la guerra contra los presbiterianos escoceses. Se formó un ejército irlandés para tomar parte en la inminente guerra. Cuando Strafford regresó a Inglaterra, trató de que la nobleza tomara partido por el rey, pero convenció a Carlos para que se contentara con una aportación menor a la que había solicitado originalmente.

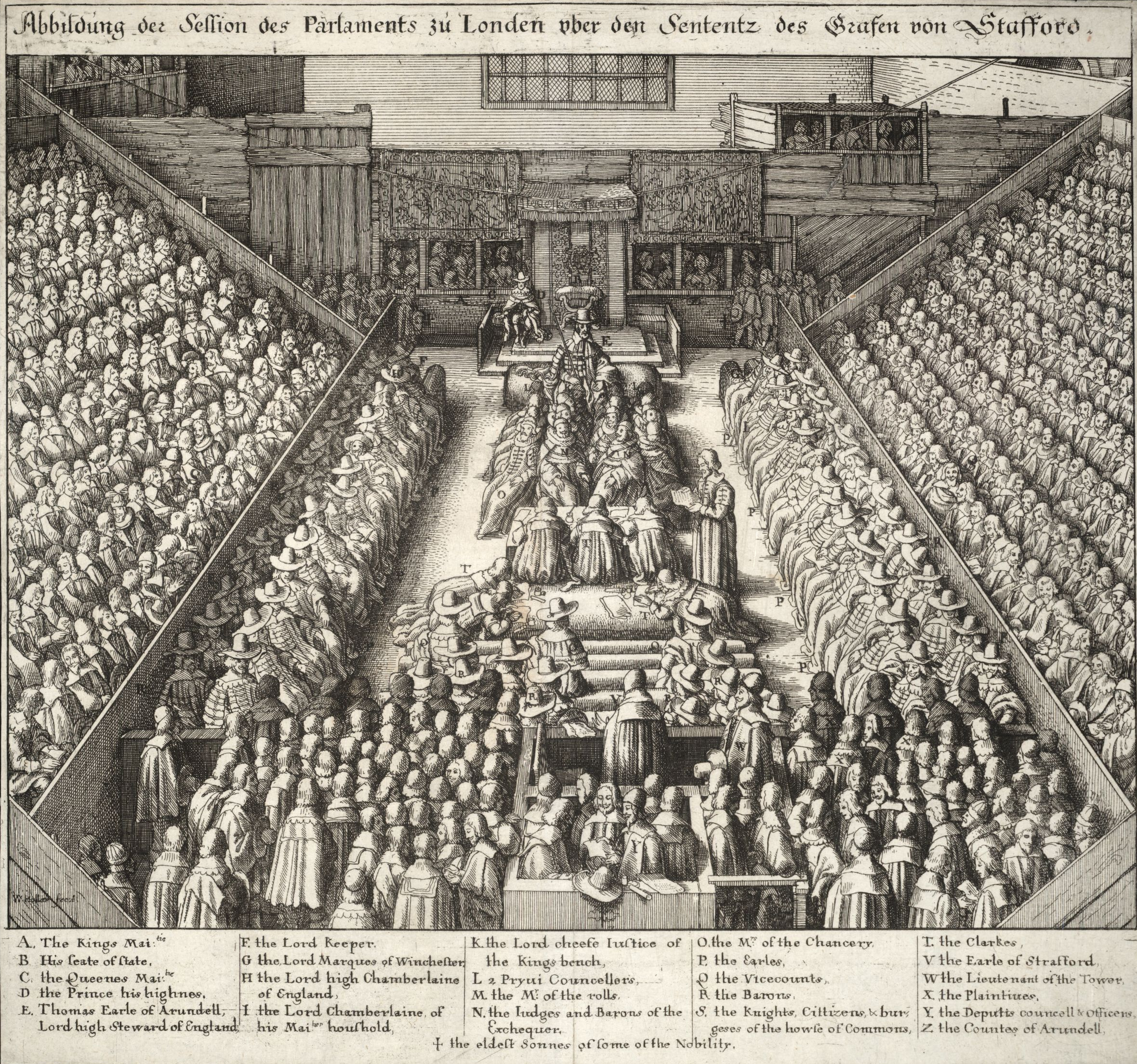
Detallado grabado del juicio de Strafford a cargo de Wenceslas Hollar, identificando a varios de los presentes.

Los comunes, no obstante, insistían en buscar la paz con los escoceses. Carlos, aconsejado por - o traicionado por - Henry Vane el Viejo, volvió a su demanda de doce subsidios; y el 9 de mayo, en la reunión del consejo privado, Strafford, aunque reticente, votó la disolución. Esa misma mañana, el Comité de Ocho del Consejo se reunió nuevamente; Vane y otros eran partidarios de únicamente defenderse contra la invasión, mientras que la opinión de Strafford era favorable a la guerra activa. Trató de forzar a los ciudadanos de Londres para que prestaran dinero e incluso trató de obtener un préstamo de España a cambio de futuras alianzas. Fue nombrado comandante del ejército inglés y caballero de la orden de la Jarretera, pero cayó enfermo en un momento crucial. En el Gran Consejo de Pares que se reunió el 24 de septiembre en York se desató la lucha y Carlos anunció que se convocaría otro Parlamento.
Para noviembre de 1640 la única opción que quedaba era disolver el Parlamento. El Parlamento Largo se reunió el 3 de noviembre de 1640, y Carlos llamó inmediatamente a Strafford a Londres, prometiendo que "no sufriría en su persona, honor o fortuna". Una de las primeras decisiones del Parlamento, tras su hiato de once años fue impugnar la gestión de Strafford por "graves desmanes" por su actuación en Irlanda. Llegó el 9 de noviembre y al día siguiente pidió al rey la desestimación del proceso acusando a los líderes del partido popular de relaciones impropias con los escoceses. Después de que el plan fuera descubierto, John Pym llevó la Impugnación a la Cámara de los Lores. Strafford se personó para hacer frente a sus acusaciones, pero se le ordenó retirarse y fue puesto bajo custodia. El 25 de noviembre, fue presentada la acusación preliminar, tras lo que fue enviado a la Torre. El 31 de enero de 1641, se presentó la acusación detallada que fue, básicamente, que Strafford había intentado subvertir las leyes fundamentales del reino. Se puso especial énfasis en las palabras pronunciadas por Strafford: "Teneis un ejército en Irlanda que podeis emplear aquí para reducir a este reino.".

## El fracaso de la impugnación y el Acta de Proscripción

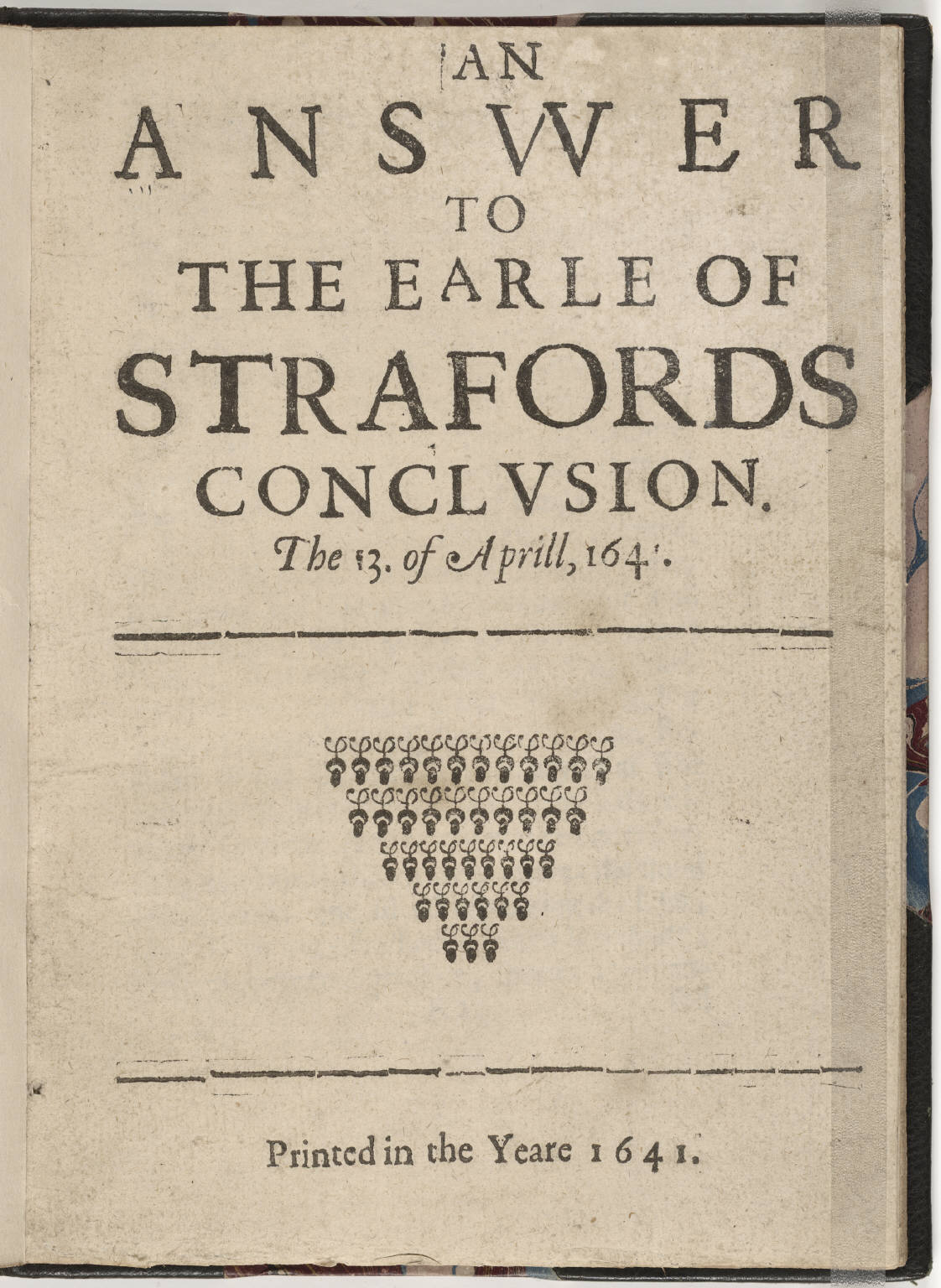
Una respuesta a la Conclusión del Conde de Strafford, posiblemente impresa en Londres, abril de 1641

Pese a lo tiránica que pudiera haber sido la conducta anterior de Strafford, quedaba fuera de la definición de alta traición; la copia del discurso de Strafford frente al comité del consejo no constituía una prueba ante el tribunal sin la confirmación de los consejeros que habían estado presentes. Sus palabras tenían que ser interpretadas arbitrariamente para poder justificar que se referían al sometimiento de Inglaterra y no al de Escocia. Strafford aprovechó los puntos débiles de la argumentación en su contra, y los Lores, sus jueces, le favorecieron. Pero más allá de los aspectos legales del caso, estaba la cuestión constituciónal de la responsabilidad ante la nación del jefe del gobierno. La impugnación se rechazó el 10 de abril.
En este punto, Strafford se había convertido en una especie de símbolo del absolutismo, y el Parlamento consideró que necesitaba eliminarlo. Consiguientemente, la Cámara de los Comunes emitió una Acta de Proscripción, que implicaba que Strafford podía ser ejecutado independientemente de los crímenes cometidos, simplemente por voluntad del Parlamento. El 13 de abril los Comunes aprobaron la propuesta por 204 a 59 votos, pero aún quedaba pendiente su aprobación por la Cámara de los Lores, de la que Strafford era miembro. El sentimiento popular era fuertemente contrario a Wentworth, y la amenaza de un estallido de violencia convenció a los Lores para dar curso a la propuesta, rechazando las alegaciones presentadas en defensa del conde por Richard Lane. El rey consideró la posibilidad de imponer su criterio al Parlamento e incluso de tomar la Torre por la fuerza y liberar a Strafford; pero la revelación del complot del ejército el 5 de mayo provocó que los Lores aprobaran el attainder. Ahora solo quedaba la firma del rey.
Strafford había servido a Carlos con lo que el rey consideraba una gran lealtad, y Carlos tuvo un serio problema de conciencia a la hora de firmar la pena de muerte de Strafford. Sin embargo, ignorar la voluntad del Parlamento podía amenazar seriamente la monarquía. Carlos había asegurado a Strafford, tras la aprobación del Attainder por parte de los Comunes que "bajo palabra de un rey, no sufrirás en vida, honor o fortuna." Strafford escribió liberando al rey de sus compromisos y declarando su disposición a morir para reconciliar a Carlos con sus súbditos. El rey dio su conformidad el 10 de mayo.

## Muerte y acontecimientos posteriores

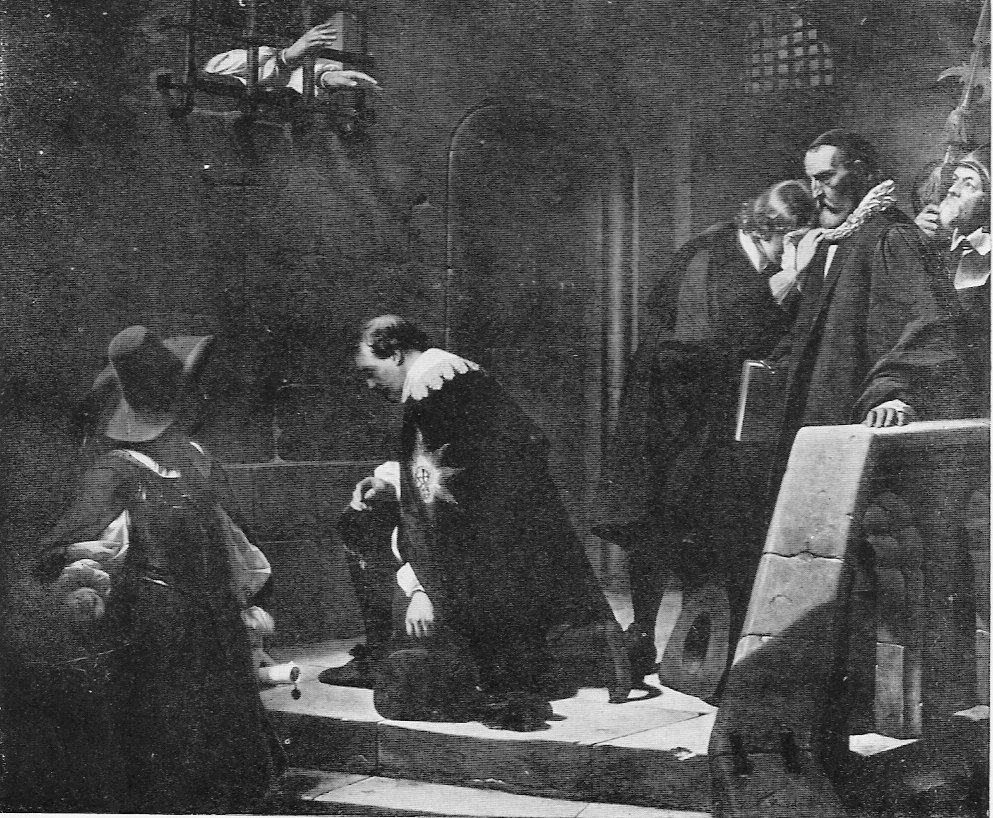
Strafford led to Execution, por Paul Delaroche, óleo en lienzo, 1836, muestra a Laud dando su bendición al conde de Strafford.

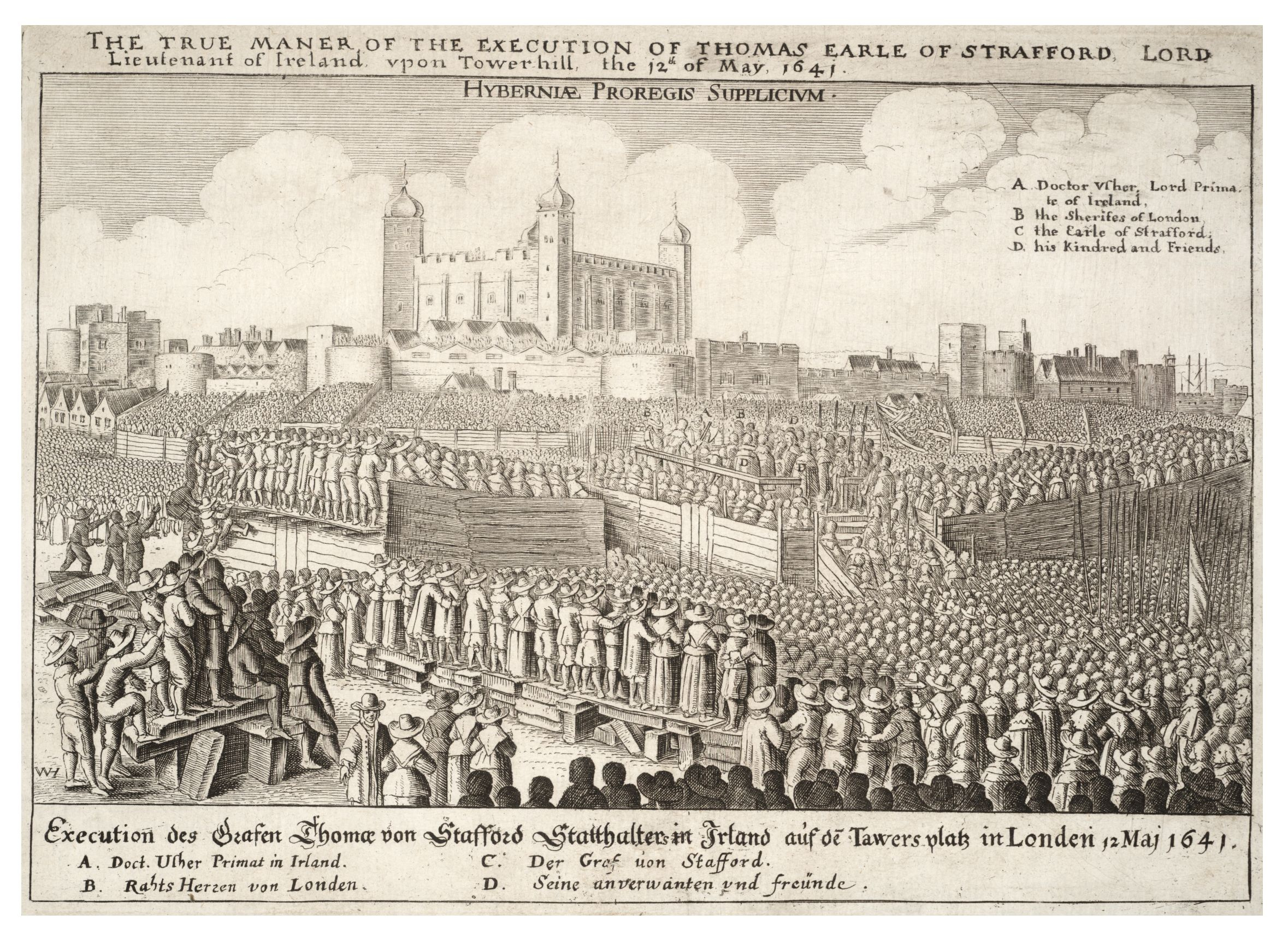
Grabado de Wenceslas Hollar que muestra desde cierta distancia la ejecución de Strafford, con personajes destacados identificados.

Strafford se encontró con su destino dos días después en Tower Hill, tras recibilr la bendición del Arzobispo Laud, por aquel entonces también encarcelado en la Torre. Fue ejecutado ante un gentío de 200.000 personas el 12 de mayo de 1641. Su pariente, otro Thomas Wentworh, en este caso conde de Cleveland, asistió a la ejecución y luchó en el bando realista durante la guerra civil inglesa. Tras la ejecución de Strafford, Irlanda se levantó en rebelión en octubre de 1641. Esto llevó a un incremento en la tensión entre el rey y el parlamento, llegando a reclutarse ejércitos.
Cuando Carlos I fue ejecutado ocho años después, sugirió en sus últimas palabras que Dios había permitido su ejecución como castigo por haber permitido la de Strafford, lo que indica que lamentaba haber firmado la sentencia de muerte del conde.

## Familia
Matrimonios
- Margaret Clifford (fallecida en 1622), hija de Francis Clifford, IV conde de Cumberland.
- Arabella Holles (fallecida en octubre de 1631), hija de John Holles, I conde de Clare. Casados en febrero de 1625.
- Elizabeth Rhodes, hija de Sir Godfrey Rhodes. Se casaron en octubre de 1632.

En 1662, el Parlamento revocó el embargo para permitir a su hijo William Wentworth, II conde de Strafford heredar el título.